# Kamadhenu Corona
La Kamadhenu Corona è una struttura geologica della superficie di Venere.